# Edward Manukyán
Edward Manukyán (en armenio: Էդվարդ Մանուկյան; Ereván, RSS de Armenia, Unión Soviética; 27 de julio de 1981) es un compositor armenio.

## Selección de óbras

### Orquestal
- Concierto, para piano y orquesta (2004).
- Danza suite, para orquesta sinfónica (2005).
- Hello Armenia!, poema sinfónico (2005).
- Scherzo, para orquesta de vientos (2006).
- Sinfonía nº 1 (2006).
- Triumph of reason, para orquesta sinfónica (2008).

### Instrumental
- Danza, para dos pianos (2004).
- Song and Dance, para violín y piano (2005).
- Esquisse, para violín y piano (2005).
- Elegía, para piano (2006).
- 10 Piezas, para piano (2006).
- Trío, para clarinete (en si bemol), violín y piano (2007).
- Double Helix, para clarinete y violín (2008).